# التنظيم الذاتي للصناعة
التنظيم الذاتي للصناعة، هو العملية التي يراقب بها أعضاء الصناعة أو التجارة أو قطاع الاقتصاد التزامهم بمعايير السلامة القانونية أو الأخلاقية أو السلامة، بدلاً من وجود وكالة خارجية مستقلة أو طرف ثالث أو جهة تنظيمية حكومية ترصد تلك المعايير وتنفذها، قد يؤدي التنظيم الذاتي إلى تسهيل الامتثال للمعايير وملكيتها، ولكنه قد يؤدي أيضًا إلى تضارب المصالح. إذا طُلب من أي منظمة مثل شركة أو بيروقراطية حكومية، القضاء على السلوك الغير أخلاقي داخل مجموعتها، فقد يكون من مصلحتها على المدى القصير القضاء على مظهر هذا السلوك غير الأخلاقي، بدلاً من السلوك نفسه، من خلال إخفاء أي ثغرات أخلاقية بدلاً من كشفها وتصحيحها. يحدث الاستثناء عندما تكون الثغرات الأخلاقية معروفه بالفعل من قبل الجمهور. في هذه الحالة، قد يكون من مصلحة المجموعة إنهاء المشكلة الأخلاقية التي يعرفها الجمهور، ولكن الاستمرار في إخفاء الانتهاكات المتبقية، وقد يحدث استثناء آخر في قطاعات الصناعة ذات العضوية المتنوعة، مثل العلامات التجارية الدولية إلى جانب الشركات الصغيرة والمتوسطة الحجم حيث يكون لأصحاب العلامات التجارية مصلحة في حماية سمعة القطاع المشترك من خلال إصدار تنظيم ذاتي مشترك لتجنب الضرر الذي قد تسببه الشركات الصغيرة ذات الموارد الأقل بسبب الجهل. وبالفعل إن موثوقية المجموعة المهنية مثل المحامين والصحفيين يمكن أن تجعل القواعد الأخلاقية تعمل بشكل ناجح كتنظيم ذاتي إذا كانت شرطًا مسبقًا لانضمام أعضاء جدد.

## الإيجابيات والسلبيات
يمكن للمنظمة أن تحافظ على سيطرتها على المعايير التي يتم الالتزام بها من خلال التنظيم الذاتي الناجح ، إذا كان بإمكانهم منع الجمهور من أن يصبح على دراية بمشاكلهم الداخلية، فسيساعدهم ذلك بدلاً من حملة العلاقات العامة لإصلاح هذا الضرر، وتجنب تكلفة إنشاء آلية إنفاذ خارجية إذا تمكن التنظيم الذاتي من تجنب الإضرار بالسمعة والمخاطر ذات الصلة لجميع الجهات الفاعلة في الصناعة، فسيكون هذا حافزًا قويًا للتنظيم الذاتي الاستباقي [دون الحاجة إلى افتراض إخفاء شيء ما].
قد تفشل محاولات التنظيم الذاتي، بسبب تضارب المصالح المتأصل في مطالبة أي منظمة بمراقبة نفسها. إذا أصبح الجمهور على علم بهذا الفشل، فغالبًا ما يُعهد إلى المنظمة الخارجية المستقلة بواجب ضبطها، وأحيانًا باتخاذ تدابير عقابية شديدة ضد المنظمة. يمكن أن تكون النتائج كارثية، مثل الجيش بدون إشراف خارجي ومستقل، والذي قد يرتكب انتهاكات لحقوق الإنسان ضد الجمهور. لن تفي جميع الشركات طواعية بمعايير أفضل الممارسات، مما يترك بعض المستخدمين مكشوفين.
قد تفضل الحكومات السماح لصناعة ما بتنظيم نفسها ولكن مع الحفاظ على موجز مراقبة فعالية التنظيم الذاتي والاستعداد لإدخال تنظيم خارجي إذا لزم الأمر. على سبيل المثال، في المملكة المتحدة، حققت لجنة الحسابات العامة في مجلس العموم في عام 2015 في دور شركات المحاسبة الكبيرة فيما يتعلق بالتجنب الضريبي وجادلت بأن «الحكومة بحاجة إلى القيام بدور أكثر نشاطًا في تنظيم صناعة الضرائب، حيث من الواضح أنه لا يمكن الوثوق بها لتنظيم نفسها».

## المنظمات
عند التنظيم الذاتي المباشر، تراقب المنظمة أعضائها وتعاقبهم بشكل مباشر.على سبيل المثال، العديد من المنظمات الصغيرة لديها القدرة على إقالة أي عضو عن طريق تصويت جميع الأعضاء، والشكل الشائع الآخر هو عندما تنشئ المنظمة منظمة خارجية للشرطة. وهذه المنظمة منشأة وتسيطر عليها المنظمة الأم، ومن ثم لا يمكن اعتبارها منظمة مستقلة، وفي شكل آخر، تنشئ المنظمة لجنة لمراقبة ما تبقى من المنظمة. تعتبر لجنة الأخلاقيات في مجلس النواب مثالاً في حكومة الولايات المتحدة، بينما تستخدم إدارات الشرطة المختلفة قسمًا للشؤون الداخلية لأداء وظيفة مماثلة.
- تقوم نقابة المحامين الأمريكية (ABA) بصياغة مدونات أخلاقية نموذجية تتعلق بمهنة المحاماة،وتضم ABA 410.000 عضو
- كل نقابة محامين في الولايات المتحدة هي منظمة تخضع للشرطة الذاتية.
- يعمل الاتحاد الأمريكي للإعلان (AAF) والرابطة الأمريكية لوكالات الإعلان (AAAA) ورابطة المعلنين الوطنيين (ANA) ومكتب الإعلان التفاعلي (IAB) جنبًا إلى جنب مع قسم الإعلان الوطني (NAD) لوضع وإنفاذ إرشادات تتعلق بالحقيقة في الإعلان عن الإعلانات الوطنية.
- تعمل جمعية البيع المباشر (DSA) مع مجلس التنظيم الذاتي للبيع المباشر التابع لجهة خارجية (DSSRC) لوضع وإنفاذ التوجيهات المتعلقة بصناعة البيع المباشر.[3]
- جمعية فرسان القرص الكندية

## داخل المنظمات
التنظيم الذاتي هو العملية التي يُطلب فيها من المنظمة، أو المتطوعين، مراقبة التزامهم بمعايير السلامة القانونية أو الأخلاقية، بدلاً من وجود وكالة خارجية مستقلة مثل كيان حكومي يراقب تلك المعايير وينفذها. يمكن أن يكون للتنظيم الذاتي تأثير على تحديد المبادئ التوجيهية أو القوانين القائمة في سياقات معينة، وفي المقام الأول في سياق ميادين تقنية محددة مثل حماية البيئة.يمكن أن تكون لتدابير التنظيم الذاتي مثل مدونات قواعد السلوك أهمية قانونية غير مباشرة تستند إلى أثرها في خلق اليقين القانوني والتنازل عن المسؤولية في القانون المدني وقانون العمل وحتى القانون الجنائي.

## انظر ايضاً
تعارض المصالح.
المدونة الأخلاقية.